# 伯氏园蛛
伯氏园蛛（学名：Araneus boesenbergi）为园蛛科园蛛属的动物。在中国大陆，分布于四川等地。该物种的模式产地在四川。